# جائینک
جائینک، روستایی است از توابع بخش دلوار در شهرستان تنگستان استان بوشهر ایران.

## جمعیت
این روستا در شهر دلوار قرار داشته و بر اساس سرشماری سال ۱۳۸۵ جمعیت آن ۳۱۵۲نفر (۴۸۲خانوار) بوده‌است.